# Nelson Philippe
Nelson Philippe, född den 23 juli 1986 i Valence, Frankrike, är en fransk racerförare.

## Racingkarriär
Nelson Philippe gjorde sin debut i Champ Car World Series redan som sjuttonåring vid inledningen av 2004, efter att ha kört en säsong i Barber Dodge Pro Series. Han tävlade under sina två första säsonger i serien för Conquest Racing, och han slutade 16:e och 13:e i mästerskapet under dessa år. Han fick sedan sitt stora genombrott 2006 då han bytte till HVM Racing och slutade på fjärde plats i mästerskapet, efter att även ha vunnit sitt första race på Surfers Paradise. Efter sin succé under 2006 krävde Philippe att inte behöva betala för en styrning under 2007, men eftersom bara ett par enstaka betalda körningar fanns i serien, och ingen av dessa var tillgängliga, så var Philippe tvungen att stå över nästan hela 2007 års säsong. Han körde sedan i Superleague Formula och GP2 Asia under 2008, dock utan att nå några spektakulära resultat.